# Una mujer llamada Apache
Una mujer llamada Apache (en italiano, Una donna chiamata Apache) es una película italiana de spaghetti western de 1976, escrita y dirigida por Giorgio Mariuzzo y protagonizada por Al Cliver y Clara Hopf.

## Sinopsis
Tommy es un joven oficial de caballería que participa en una expedición contra un grupo de indios. Todos son exterminados menos una joven a la que llama Apache. El soldado se la lleva, con la intención de llegar al fuerte Cobb. Sin embargo, el camino hacia el fuerte es largo y está sembrado de dificultades y enemigos. Tommy intentará proteger a Apache hasta llegar a su destino.

## Reparto
- Al Cliver como Tommy.
- Clara Hopf como Sunsirahè.
- Corrado Olmi como Jeremy.
- Federico Boido como Keith.
- Stefano Oppedisano como Frankie.
- Mario Maranzana como  Snake.
- Pietro Mazzinghi como el predicador.
- Ely Galleani como la hija del predicador.